# 佳里佛天宮
第十二角大路尾玉勅佛天宮，位於臺灣臺南市佳里區文化路佳里國小往七股篤加之路上，舊地名稱大路尾。主祀觀音佛祖、北極玄天上帝、地藏王菩薩。地屬佳里玉勅皇勅金唐殿境內第十二角。所屬吉安堂八家將為臺南市定民俗。

## 沿革
大路尾昔日為沿海浮腹地，靠近海岸，位於「蕭壠社」(今佳里區)，為平埔族聚居部落。清朝康熙到乾隆年間，大陸（又稱唐山）殷實先民先後攜眷渡海於此定居，務農為生，為搬運農作物往市集，遂開闢一條路通往市鎮，西方則田野一片，僅以田埂為路，故「大路尾」由此得之。
嗣後住民漸增，於清朝同治四年（西元1865年）農曆二月十九日，眾善信合議，前往赤山龍湖巖（位於今臺南市六甲區）求回觀世音菩薩香火奉祀，神威顯赫，香火鼎盛，採乩黃文琴佑眾福民，甚感應。翌年，由本地方事佬黃文琴、長生寮張龍淡、番仔塭黃松洲倡導集眾，決議捐資托請灣裡街「蘇靜匠」雕刻二媽、三媽兩尊神像，駕到祖家赤山龍湖巖開光，奉回安座，護佑眾生，遐邇傳頌。清朝光緒十七年（西元1891年）間金身被火災焚化，復於清朝光緒十八年（西元1892年）年間，由事佬張清淡、張慕、黃鐸主持，捐資雕刻神像奉祀，初建簡陋〔佛天宮〕。
昭和十二年（西元1937年）為闢寬道路神壇再遷建於今東廂地點安座奉祀，然因年久月深，簡壇不堪使用，遂於民國六十年（西元1971年）上蒼鴻賜，眾善信咸感神恩浩大，籌備重建，推舉陳慶言、陳老憐、黃四評、陳金龍、張天福、陳呈宗、陳朝科、張天誥、陳春木等執事，克服一切困難，籌備重建委員會，幸蒙地方各界善信大德解囊襄助賜捐，聘請當時縣議員邱奇聲先生破土興工，為期一年，耗資新臺幣五十萬元建竣正殿立訂版位，廟貌巍峨壯觀，並於民國六十二年（西元1973年）恭請諸神佛安座並謝土，廟名〔佛天宮〕，合併奉祀觀音佛祖（觀世音菩薩）、北極玄天上帝、地藏王菩薩、中壇元帥、李府大神、福德正神、黑虎將軍等列位尊神。

### 佛天宮吉安堂八家將
始於民國五十二年（西元1963年）籌組訓練，歷經兩年集訓，於民國五十四年（西元1965年）習成成立出軍。
民國五十二年（西元1963年）因緣際會，適逢各界紀念孫中山百年誕辰，佳里公所希望各里成立陣頭參加慶祝遊行，遂由佳里第十二角大路尾熱心人士陳慶言、陳老憐、陳春木、張天福等多位耆老先生，提議籌組傳統八家將陣頭，特聘請佳里八家將名師黃水波師傅指導傳授八家將，當時庄內僅三十餘戶，鄉親們熱烈的響應參與組訓八家將陣。家將館名為吉安堂，至今維繫傳統表演陣式。多年來並為佳里金唐殿蕭壠香科之重要陣頭，在香科祭典中佔有相當重要的地位，為臺南市定民俗。

## 建築特色
廟貌屬華南式一般宮構兩脊之建築，屋頂燕尾單簷，硬山式前脊，鎮以雙龍朝三星，仙遊人間，賜福黎民。廟貌雖非彫樑畫棟，然大殿富麗堂皇、古色古香。
民國七十四年（西元1985年）由本角黃平清大德捐贈土地二十坪使廟東道路東移，黃文端大德捐贈土地六點五坪，張天和大德交換土地，使本宮廟地更加完整方能增建廟廂，乃聘請縣議員陳明參先生動土，著手增建兩側廟廂工程，本宮全貌更臻莊嚴，而後重建金爐、拜亭等工程全部竣工，誠為清靜優雅，益使神威顯赫佑我黎民，適是蜚聲遐通，香火鼎盛，流芳萬世。

## 主祀神祇

### 奉祀神明聖誕日
主祀
- 觀音佛祖（觀世音菩薩）︰農曆二月十九日
- 北極玄天上帝︰農曆三月初三日
- 地藏王菩薩︰農曆七月廿九日（農曆七月底）

同祀
- 中壇元帥︰農曆九月初九日
- 李府大神︰農曆八月初二日
- 福德正神︰農曆八月十五日
- 黑虎將軍（虎爺）

## 外部連結
- 佳里第十二角佛天宮吉安堂八家將資訊網
- Youtube頻道
- 佳里第十二角玉勅佛天宮
- 佳里佛天宮吉安堂八家將 （页面存档备份，存于）

23°09′48″N 120°09′55″E / 23.163232°N 120.165273°E